# Université du Québec

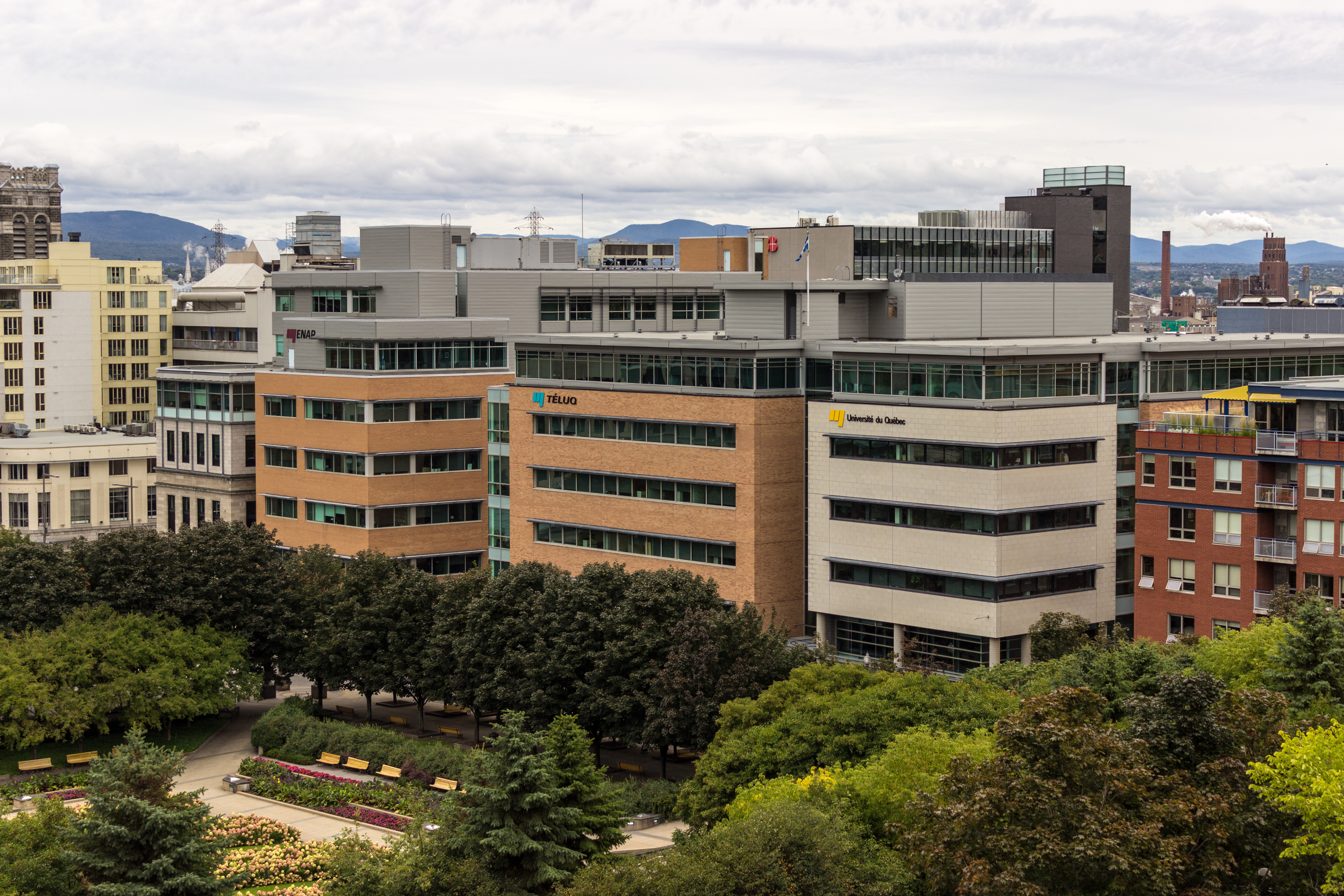
Verwaltungssitz der Université du Québec in Québec (Stadt)

Die Université du Québec ist ein Verbund von 10 staatlichen Universitäten in der Provinz Québec (Kanada). Der administrative Hauptsitz ist in der Stadt Québec.

## Geschichte
Die Université du Québec wurde 1968 während der Révolution tranquille (der stillen Revolution) durch ein Gesetz der Nationalversammlung von Québec gegründet. Die wichtigsten Gründe für ihre Entstehung waren der Wunsch nach einer französischsprachigen, nicht-kirchengebundenen öffentlichen Universität, und die Erkenntnis, dass die wirtschaftlichen schwächeren Regionen der Provinz Hochschulen brauchten, um die Bevölkerungsabwanderung zu bekämpfen.

## Studium
2005 hatte der Verbund über 300 Studienprogramme bzw. Studiengänge angeboten. 76.000 Studenten wurden von 2.300 Professoren und etwa 3.500 Lehrbeauftragten unterrichtet. 2016 waren es dann 102.300 Studenten in ca. 1.000 Studienprogrammen.

## Einrichtungen
Die Universität Québec als Netzwerk besteht aus 10 Einrichtungen an insgesamt 50 Standorten:
- Université du Québec à Chicoutimi (UQAC) in Saguenay
- Université du Québec à Montréal (UQAM) in Montreal
- Université du Québec à Rimouski (UQAR) in Rimouski und Lévis
- Université du Québec à Trois-Rivières (UQTR) in Trois-Rivières
- Université du Québec en Abitibi-Témiscamingue (UQAT) in Val-d’Or und Rouyn-Noranda
- Université du Québec en Outaouais (UQO) in Gatineau und Saint-Jérôme
- École de technologie supérieure (ETS) in Montreal
- École nationale d’administration publique (ENAP) in Québec (Stadt)
- Institut national de la recherche scientifique (INRS) in Québec (Stadt)
- Université TÉLUQ (auch: Télé-université; Fernuniversität mit Sitz in Québec-Stadt)